# Michał Ruciak
Michał Zygmunt Ruciak (* 22. August 1983 in Świnoujście) ist ein polnischer Volleyballspieler.

## Karriere
Ruciak begann seine Karriere in seiner Heimatstadt bei Maraton Świnoujście. Danach spielte er bei Morze Bałtyk Szczecin. In der Saison 2003/04 erreichte er mit seinem neuen Verein Skra Bełchatów das nationale Pokalfinale. Anschließend wechselte er zu  AZS UWM Olsztyn. Außerdem debütierte der Außenangreifer 2004 in der A-Nationalmannschaft. Mit Olsztyn wurde er 2005 polnischer Vizemeister und im gleichen Jahr gewann er mit den polnischen Junioren die Weltmeisterschaft. 2008 kam er zu seinem heutigen Verein Zaksa Kędzierzyn-Koźle. Bei der Europameisterschaft 2009 gewann Ruciak mit Polen den Titel. 2011 gab es für Zaksa drei zweite Plätze im nationalen Pokal, in der Meisterschaft sowie im CEV-Pokal. Mit der Nationalmannschaft verpasste Ruciak auch mehrere Titel nur knapp. In der Weltliga und bei der EM 2011 wurden die Polen Dritter und im World Cup Zweiter. 2012 gewann die Nationalmannschaft dann die Weltliga. Ruciak spielte in London bei den Olympischen Spielen.